# Fel·les
Fel·les va ser rei de Tir. Era l'últim de quatre germans que van usurpar el tron de Tir, i va regnar l'any 879 aC.
Tot el que es coneix d'ell és a través d'una cita de Flavi Josep que fa d'un text de Menandre d'Efes. En el fragment conservat es diu que Fel·les va matar el seu germà Astarimos i va ocupar el tron, encara que només va regnar vuit mesos, tot i que va viure cinquanta anys. El va assassinar Etbaal, sacerdot d'Astarte. Fel·les i els seus tres germans que havien regnat abans que ell, eren fills de la dida d'Abdastartos, segons Menandre d'Efes.
Les dates del seu regnat són les que donen Frank Cross i altres estudiosos que situen la fugida de Dido del regne del seu germà Pigmalió l'any 825 aC, cap a fundar Cartago l'any 814 aC.